# BoA
BoA (születési nevén 권보아 Kvon Boa, japánul: クォン・ボア; 1986. november 5.) dél-koreai énekesnő, a „K-pop királynője”. Művésznevének jelentése beat of angel (angyali ritmus), mely egy backronym, azaz fordított betűszó. Az első koreai előadó volt, akinek sikerült meghódítania a japán slágerlistákat.

## Élete és pályafutása
BoA 11 éves volt, amikor elkísérte táncos bátyját egy meghallgatásra az S.M. Entertainmentnél, ahol végül őt is megkérték, hogy mutasson valamit a válogatón. Azonnal leszerződtették, két évvel később debütált Koreában, majd egy évvel később Japánban. Koreai, japán és kínai nyelvű albumokat adott ki, az egyetlen koreai előadó, akinek hat albuma is első helyezett lett Japánban. Valenti című japán nyelvű nagylemezéből 1,2 millió példány fogyott.
2008-ban jelent meg első, amerikai piacra szánt kislemeze, az Eat You Up, melyet 2009-ben a BoA című angol nyelvű album követett. Az amerikai debütálás azonban nem úgy sikerült, ahogy remélte, az énekesnő lemeze megbukott az amerikai piacon.

## Diszkográfia
Koreai nagylemezek
- ID; Peace B (2000)
- No. 1 (2002)
- Atlantis Princess (2003)
- My Name (2004)
- Girls on Top (2005)
- Hurricane Venus (2010)
- Only One (2012)
- Kiss My Lips (2015)
- Woman (2018)
- Better (2020)

Japán nagylemezek
- Listen to My Heart (2002)
- Valenti (2003)
- Love & Honesty (2004)
- Outgrow (2006)
- Made in Twenty (2007)
- The Face (2008)
- Identity (2010)
- Who's Back? (2014)
- Vatasi kono mama de ii no kana (2018)

Angol nagylemezek
- BoA (2009)